# Vinko Krže
Vinko Krže [vínko kržé], slovenski vojak in borec za severno mejo, * 1. december 1894, Ljubljana, † 24. marec 1935, Ljubljana.
Rodil se je kot Vincencij Krže očetu opekarskemu prodajalcu Lovrencu in materi Luciji (rojena Leskovec). Krže je bil narodno zaveden fant trnovske fare, po poklicu delavec. V 1. svetovni vojni je odšel z nekdanjim 17. pešpolkom na rusko fronto.
Ob Dnestru je 19. junija 1915 pri neki vasi prešel k Rusom. Še istega leta se je prijavil za dobrovoljca, toda ruske oblasti so rešitev njegove prošnje zavlačevale in tako je romal v taborišča vojnih ujetnikov pri Kijevu, Harkovu, Jekaterinoslavu, dokler ni iz Kotorke 28. oktobra 1916 prispel v Odeso. Tu je vstopil v 7. polk II. srbske dobrovoljske divizije in iz Rusije preko Severnega oceana krenil v Orange v Franciji. Od tam je nadaljeval pot na solunsko fronto, kjer se je v vrstah jugoslovanske divizije udeležil vseh ofenziv do bolgarske meje. S kombiniranim dobrovoljskim jugoslovanskim bataljonom, ki je bil določen za operacije na Koroškem, se je vrnil v Ljubljano. Po uspešni koroški ofenzivi je bil Krže 17. julija 1919 demobiliziran. Umrl je v Ljubljani 24. marca 1935 za rakom, za katerim je obolel v vojni.